# 鉄拐
『鉄拐』（てっかい）は古典落語の演目。中国にある貿易商が、店の祝儀に珍しい芸を持つ仙人を連れてきて、仙人はライバルの出現などを経て最後に無茶な芸を試みるという内容。
中国を舞台とした珍しい演目で、原話は、文化年間に桜川慈悲成が出版した笑話本・『落噺常々草』の「腹曲馬（はらのきょくば）」。原話は古いものの、明治には3代目柳家小さんの速記が残る程度で、7代目立川談志が復興したとされる。

## あらすじ
中国の廻船問屋・『上海屋』。毎年、創業記念日に豪華絢爛な余興を見せていたが、あまりにもいろいろとやりすぎたせいでとうとう今年はネタがなくなってしまった。困った主の唐右衛門は、番頭に珍しい芸人を探してくるように厳命する。番頭も張り切って捜索に出るが、何しろあらかたの芸は既にやっているためなかなか珍しい芸人が現れない。
そんなある日、山中で迷子になってしまった番頭は、息をフーッと吐くことでもう一つ同じものを出現させたり、ものを腹に吸い込む能力を持つ鉄拐という仙人に助けられる。これぞ珍しき芸能！　そう直感した番頭は、仙人に頼み込んで上海屋の余興に出演してもらった。鉄拐が得意の分身の術を披露すると、これが大評判となって近郷近在はもとより、近隣諸国からお客が大挙して見学に来る大騒ぎに。こうなると流石の仙人もすっかり乗せられてしまい、興業師にマネジメントをしてもらい、弟子を雇って芸を仕込むなどすっかり増長してしまった。
あまりにも人気者となった鉄拐をねたみ、彼の向こうを張るような秘術を持った者を呼んでこようという興業師が出現。あちこちと探した結果、瓢箪から自在に馬を出す張果老という仙人をスカウトした。これがまた大変な評判となり、鉄拐の人気が落ちてくる。頭にきた鉄拐は、ある晩、張果老の家に忍び込み、瓢箪の中の馬を自分の腹に吸い込んでしまった。
おかげで張果老の人気は下落。また鉄拐が人気者になってくる。今度は「自分の分身を馬に乗せて出現させる」と宣言したが、分身は吸い込めても吹き出せないため、お客を腹の中に吸い込み、そこで見物させることにした。ところが、客のなかに酔っ払いがいて、腹の中で喧嘩を始めて大暴れ。鉄拐は腹痛を起こし、その酔っぱらいを吐き出してみると、これが李白と陶淵明だった。

## 題材について
鉄拐と張果老はともに道教の『八仙』のメンバー。江戸時代にはかなり知られていたとされる。
落ち（サゲ）は李白と陶淵明が大の酒豪であったことに由来している。武藤禎夫は「（二人を）マクラにおいて始めて（原文ママ）分かる仕込み落ちともいうサゲ」と記している。李白は8世紀、陶淵明は4 - 5世紀の人物であり、史実上で両者が直接出会ったことはない。

## バリエーション
5代目三遊亭圓楽は舞台を日本の長崎に置き換えて演じていた。